# Erasmoneura rubricata
Erasmoneura rubricata är en insektsart som först beskrevs av Van Duzee 1909.  Erasmoneura rubricata ingår i släktet Erasmoneura och familjen dvärgstritar. Inga underarter finns listade i Catalogue of Life.